# Harjajärvi (sjö i Kajanaland)
Harjajärvi är en sjö i Finland. Den ligger i kommunen Suomussalmi i landskapet Kajanaland, i den centrala delen av landet, 600 km norr om huvudstaden Helsingfors. Harjajärvi ligger 189 meter över havet. Arean är 30,7 hektar och strandlinjen är 2,71 kilometer lång. Sjön  ingår i Ijo älvs huvudavrinningsområde.   
I övrigt finns följande i Harjajärvi:
- Saunasaari (en ö)